# Ghosts 'n Goblins
Ghosts 'n Goblins (魔界村 Makaimura "Demonvärldens by") är ett arkadspel av Capcom släppt september 1985. Spelets många efterföljare börjar med Ghouls 'n Ghosts (1988).

## Spelet
Ghosts 'n Goblins är ett sidogående spel med actionbetoning. Spelet börjar med att spelarens karaktär Arthur och prinsessan vilar på en kyrkogård när hon dramatiskt blir bortrövad av demonen Satan. Spelaren styr riddaren Arthur som måste slåss mot bland annat demoner, monster, spöken och zombier samt skutta över stup för att rädda sin prinsessa. Spelvärlden syns i ett sidoperspektiv. Eftersom det går att skutta eller klättra upp och ner i nivåerna så har vissa nivåer mer än en väg att ta men oavsett väg så slutar nivåerna alltid vid samma port.
Motståndare besegras med spelarens lans, svärd, brandfacklor, yxor eller kors (korset är ersatt med en sköld utanför Japan) och det krävs vanligtvis bara ett anfall men ibland krävs det så många som tio. När man besegrar monster belönas man med poäng men även när man plockar på sig allehanda mynt, Yashichi-snurror med mera som finns på nivåerna, i krukor som monster bär runt på eller dyker upp när man hoppar på särskilda ställen.
När Arthur vidrörs av ett monster eller en av deras anfall så blir han först av med sin rustning och springer runt i sina underkläder och den andra gången så dör han. Att trilla ned i vatten dödar spelaren omgående. Eftersom spelaren möter ett stort, stridslystet motstånd och där monster dyker upp på slumpmässiga ställen så anses spelet vara mycket utmanande. Spelaren börjar med tre extraliv och därefter är spelet slut och poängen nollställs. Men spelaren kan fortfarande börja om från den senaste sparpunkten istället för spelets början. Spelet har även en tidsgräns på runt tre minuter och halv nivå.
Arkadversionen av spelet har fyra olika svårighetsgrader där monstren blir allt snabbare och mer stridslystna. Med hjälp av dip-switches går det även att ställa in hur många extraliv spelaren börjar med, vid hur hög poäng nya extraliv tilldelas och hur många mynt som måste sättas in i arkadmaskinen för att få hur många liv, eller möjligheten "free play". Den ursprungliga japanska utgåvan hade även ett odödlighetsläge.

## Nivåer
Det finns sju nivåer i Ghosts 'n Goblins. I slutet på varje nivå måste man besegra en eller två bossar vilket öppnar vägen till nästa nivå.
Början på varje nivå är en sparpunkt och det finns en extra sparpunkt i några nivåer dit man skickas varje gång man dör och varje spelslut där man väljer att fortsätta.
- Nivå 1: Kyrkogården och skogen (avslutas med en strid mot en cyklop)
- Nivå 2: Ispalatset och byn (avslutas med en strid mot två cykloper)
- Nivå 3: Grottorna och slottsmuren (avslutas med en strid mot en drake)
- Nivå 4: Vallgraven och eldbron (avslutas med en strid mot en drake)
- Nivå 5: Undre delen av slottet (avslutas med en strid mot en Satan)
- Nivå 6: Övre delen av slottet (avslutas med en strid mot två Satan)
- Nivå 7: Slutstriden (en strid mot Djävulen)*

De japanska arkadutgåvorna har en betydligt mer utmanande sjätte nivå. Även de internationella arkadutgåvorna skiljer något i monsterantal och placeringar.
* Observera att eftersom spelet är av japanskt ursprung så används diverse västerländska mytiska namn bland annat Artur (Arthur), Djävulen och Satan utan att egentligen syfta på de mytiska karaktärerna.

## Versioner
Arkadoriginalet har porterats till många system: Amstrad CPC (1986), Commodore 16, Commodore 64 (1986), Nintendo Entertainment System (1986), Sinclair ZX Spectrum (1986), MS-DOS (1987), Commodore Amiga (1988), Atari ST (1990), Playstation (1997), Game Boy Color (1999), Wonderswan (1999), Game Boy Advance (2004), Playstation 2 (2005), Xbox (2005), Playstation Portable (2006), sjunde generationens konsoler, IBM-PC, NEC PC-8801 och diverse japanska datorer (Electrologica X1 och Fujitsu Micro 7.)

### Nintendo Entertainment System
NES-porteringen av Ghosts 'n goblins anses vara ett av de svåraste spelen som någonsin gjorts.
NES-utgåvan innehåller sämre grafik, mindre musik och något annorlunda spelmekanik än originalet. Andra ändringar är nya sparpunkter, mer stridslystna monster, drakarna har nya anfallsmönster, vapen och utrustning dyker upp på nya ställen, monster kan släppa extraliv, det finns Yashichi-snurror som ökar eller minskar tidsgränsen, ändringar i fjärde och sjätte nivån, spelet går att pausa och med hjälp av en knappsammansätning på titelmenyn så går det att välja nivå. En annan knappsammansättning på spelets slutskärm visar spelets eftertexter.

## Mottagande
Ghost 'n Goblins sålde 1,64 miljoner enheter till NES.

## Uppföljare
Ghouls 'n Ghosts släpptes i arkader 1988 och porterades till många olika system under de följande två åren. Super Ghouls 'n Ghosts släpptes till SNES under 1991 och dök upp till GBA 2002 och Virtual Console 2007. Ultimate Ghosts 'n Goblins släpptes till Playstation Portable under 2006. Ghosts 'n Goblins: Gold Knights och uppföljaren släpptes till iOS 2009 respektive 2010.
Även en av Ghosts 'n Goblins minislutmonster skapade en spin-off serie i tre delar: Gargoyle's Quest (1990, GBC), Gargoyle's Quest II (1992, GBC, NES) och Demon's Crest (1994, SNES).